# Спартак (футбольный клуб, Молодёжное)
«Спарта́к» — крымский футбольный клуб из Молодёжного, основан в 2006 году и расформированный в 2018 году. Являлся фарм-клубом «Крымтеплицы». Команда проводила свои домашние поединки на КТ Спорт Арена в Аграрном. С 2013 по 2015 год играла под названием «Спартак-КТ». Участник Кубка украинской лиги.

## История
«Спартак» основан в 2006 году как фарм-клуб молодёжненской «Крымтеплицы», выступающей в Первой лиге Украины. Президентом клуба стал Владимир Александрович Васильев, сын основателя «Крымтеплицы» Александра Модестовича Васильева, который является болельщиком московского «Спартака».
Команда сыграла в семи сезонах чемпионата Крыма, где трижды подряд в 2007, 2008, 2009 годах становилась завоёвывала звание чемпиона полуострова. В сезоне 2009/10 годов принимал участие в Кубке украинской лиги, где участвовали профессиональные и любительские клубы. С 2007 по 2009 год «Спартак» трижды становился победителем Кубка мэра Симферополя, а в 2010 году — серебряным призёром турнира. В 2015 году на Всекрымском турнире команда заняла предпоследнее 9 место в своей группе, а на чемпионате Симферополя клуб стал победителем. Кроме того, с 2015 по 2018 год команда выступала в чемпионате Симферопольского района, где трижды становилась победителем и один раз финишировала на втором месте. В декабре 2018 года юношеская команда «Спартака» заняла третье место на турнире памяти Анатолия Заяева.
В 2018 году клуб был расформирован.

## Титулы и трофеи
- Чемпион Крыма (3): 2007, 2008, 2009

## Главные тренеры
- Сергей Макарович (2006—2013)
- Александр Шудрик (2014—2015)
- Сергей Макарович (2016—2018)

## Статистика
| Сезон | Дивизион                          | Место в чемпионате | И  | В  | Н | П  | ГЗ  | ГП | О  | Прим.  |
| ----- | --------------------------------- | ------------------ | -- | -- | - | -- | --- | -- | -- | ------ |
| 2007  | Чемпионат Крыма                   | 1 из 13            | 24 | 19 | 3 | 2  | 75  | 28 | 60 | [ 10 ] |
| 2008  | Чемпионат Крыма                   | 1 из 13            | 22 | 19 | 2 | 1  | 87  | 20 | 59 | [ 11 ] |
| 2009  | Чемпионат Крыма                   | 1 из 12            | 21 | 19 | 1 | 1  | 63  | 18 | 58 | [ 12 ] |
| 2010  | Чемпионат Крыма                   | 7 из 12            | 22 | 10 | 3 | 9  | 32  | 34 | 33 | [ 13 ] |
| 2011  | Чемпионат Крыма                   | 8 из 13            | 22 | 9  | 2 | 11 | 36  | 42 | 29 | [ 14 ] |
| 2013  | Чемпионат Крыма                   | 7 из 11            | 10 | 5  | 1 | 4  | 15  | 15 | 16 | [ 15 ] |
| 2014  | Чемпионат Крыма                   | 5 из 16            | 24 | 11 | 3 | 10 | 41  | 31 | 36 | [ 16 ] |
| 2015  | Всекрымский турнир (группа «А»)   | 9 из 10            | 9  | 1  | 3 | 5  | 12  | 21 | 6  | [ 17 ] |
| 2015  | Чемпионат Симферопольского района | 1 из 20            | 18 | 17 | 0 | 1  | 98  | 21 | 51 | [ 4 ]  |
| 2016  | Чемпионат Симферопольского района | 1 из 12            | 22 | 17 | 3 | 1  | 100 | 37 | 57 | [ 5 ]  |
| 2017  | Чемпионат Симферопольского района | 2 из 14            | 26 | 20 | 3 | 3  | 107 | 50 | 63 | [ 6 ]  |
| 2018  | Чемпионат Симферопольского района | 1 из 13            | 24 | 18 | 5 | 1  | 103 | 36 | 59 | [ 7 ]  |